# Hádej, kdo nepřijde na večeři
Hádej, kdo nepřijde na večeři (v anglickém originále The Man Who Came to be Dinner) je 10. díl 26. řady (celkem 562.) amerického animovaného seriálu Simpsonovi. Scénář napsali Al Jean a David Mirkin a díl režíroval David Silverman. V USA měl premiéru dne 4. ledna 2015 na stanici Fox Broadcasting Company a v Česku byl poprvé vysílán 1. července 2015 na stanici Prima Cool.

## Děj
Simpsonovi jedou do Dizzneelandu (parodie na Disneyland), kde stráví několik hodin, ale žádná atrakce pro ně není zábavou. Bart si všimne nově otevřené atrakce, u které zatím není žádná fronta. Líza sice varuje, že tato atrakce není na plánku areálu, ale nikdo ji neposlechne a vejdou dovnitř. Posadí se do sedaček, atrakce se přestaví na létající talíř a odletí s nimi do vesmíru. Na obrazovce se objeví Kang a Kodos, kteří jim oznámí, že byli uneseni. Jakmile přistanou na jejich domovské planetě Riegel 7, ukážou jim zdejší prostředí. Dozví se, že je chtějí na této planetě věznit navěky, a zavřou je do zoologické zahrady. Večer se dozví, že jednoho z nich budou muset v rámci rituálu sežrat. Marge napadne uspořádat hlasování, ve kterém všichni, včetně Homera samotného, nakonec hlasují pro Homera. Následující den je Homer předveden na popravu, ale díky zjevení teleportačního paprsku popravě unikne. Zachrání ho skupina povstalců, kteří se staví proti takovémuto zacházení s jinými rasami. Představí Homerovi únikovou vesmírnou loď, ale Homer se rozhodne vrátit se pro svou rodinu. Pravidlo rituálu však zní, že unikne-li oběť, bude snědena jeho rodina. Homer se dostaví na místo, ale v tom případě chtějí sníst všechny. Čest ochutnat první sousto dostane jejich královna, které se však po jeho pozření udělá špatně a zemře kvůli tomu, že jejich maso je plné toxinů. Vzhledem k tomu, že jsou nepoživatelní, pošlou je zpět na Zemi.

## Produkce a kulturní odkazy
Epizoda se měla původně vysílat 19. května 2013 jako finále 24. řady, ale byla nahrazena dílem Výročí ve vlaku, takže její výrobní kód je ve srovnání se zbytkem 26. řady starší. 
Těsně před odvysíláním dílu napsali Al Jean a David Mirkin na Twitteru, že epizoda (která byla vyrobena v roce 2012 a původně se měla vysílat 19. května 2013) byla odložena, protože se „vážně uvažuje“ o její adaptaci do pokračování Simpsonových ve filmu, protože epizoda je „velmi filmová“; citovali podobný sled událostí, který se odehrál dříve v průběhu vysílání seriálu s dílem Vzhůru na prázdniny. Jean také uvedl, že si byl jistý, že důvody, proč by epizoda mohla i nemohla fungovat jako film, napadnou ty, kteří díl zhlédli, a později to rozšířil o obavu, že potenciální film bude považován za „nekanonický“ vůči seriálu, a o možnou zpětnou vazbu, která by mohla být překonána pomocí „vymazání paměti“.
Retrospektiva ze 4. řady Homerova koronární operace ukazuje mladého Homera ve sboru. Producenti v komentáři poznamenali, že tuto scénu natočili jako poctu filmu Říše slunce. Název tohoto dílu je velmi podobný názvu dílu z 15. řady, který se jmenuje stejně jako film z roku 1967, a to Hádej, kdo přijde na večeři.

## Přijetí
Premiérové vysílání dílu sledovalo 10,62 milionu lidí a hodnocení Nielsenu dosáhlo ratingu 4,7 a 13% podílu ve věkové skupině 18–49, což z něj dělá nejsledovanější pořad té noci. Díl získal nejvyšší hodnocení Simpsonových od dílu Piráti ze Springfieldu z 25. řady.
Dennis Perkins z The A.V. Clubu dal epizodě hodnocení D+ a kritizoval nerealistickou povahu dílu, kvůli čemu „dílu chybí to, co dělá Simpsonovy Simpsonovými“. „Bylo by mnohem snazší dokázat, že Simpsonovi mají stále hodnotu, kdyby se zdálo, že lidem, kteří za seriálem stojí, na tom záleží. Ale epizoda jako Hádej, kdo nepřijde na večeři je výsledkem takového laciného a bezstarostného ignorování toho, co dělá Simpsonovy Simpsonovými, že působí jako skličující ukazatel spějící bezvýznamnosti pořadu.“. Naproti tomu Tony Sokol z Den of Geek dílu dal 4,5 hvězdičky a nazval jej „jedinečným vrcholem“.
Patrick D. Gaertner ze serveru Puzzled Pagan napsal: „Jedná se o velmi drsnou epizodu. Na internetu jsem viděl, že to původně mělo být finále řady z před několika let, a myslím, že by to bylo ještě směšné. Celá ta ústřední myšlenka, že Simpsonovi odcestují do cizího světa, je na mě trochu moc. Ve Speciálním čarodějnickém dílu? To dává smysl. Ty nejsou v žádné realitě, jsou to jen hloupé příběhy. Ale tohle je normální epizoda, která vezme Simpsonovy, lidi, kteří mají být průměrnou americkou rodinou, a nechá je bojovat s mimozemšťany na jejich vlastní planetě. To je směšné. V seriálu se dějí čím dál šílenější věci, Simpsonovi dělají čím dál podivnější věci, které by žádná rodina nikdy neudělala, a myslím, že jsme dosáhli toho vrcholu.“.